# Eria marginata
Eria marginata är en orkidéart som beskrevs av Robert Allen Rolfe. Eria marginata ingår i släktet Eria och familjen orkidéer. Inga underarter finns listade i Catalogue of Life.